# San Cosme (departamento)
San Cosme é um departamento da província de Corrientes. Possuía, em 2019, 16.546 habitantes.